# Carlo Schiffrer
Carlo Schiffrer (Trieste, 10 aprile 1902 – Trieste, 8 febbraio 1970) è stato uno storico italiano, noto studioso delle questioni relative ai confini orientali d'Italia.

## Biografia

### Gli studi
Figlio di Emerico - un pittore noto nell'ambiente triestino - e di Anna Zanettig, frequentò l'allora "Civica scuola reale superiore". Negli anni della prima guerra mondiale visse senza i genitori, internati dalle autorità imperiali in Austria quali "politicamente infidi" a causa delle loro idee irredentiste. Ancora adolescente, nel novembre 1918 fu tra coloro che attesero e accolsero festosamente i soldati italiani sbarcati a Trieste.
Nel dopoguerra - annessa la Venezia Giulia allo Stato italiano - si iscrisse all'Università di Firenze, potendo contare anche su un sussidio concesso dal governo agli studenti delle regioni "redente". Qui conobbe nel corso degli studi Gaetano Salvemini, al quale si affezionò e dal quale si fece seguire per la compilazione della tesi di laurea sulle origini dell'irredentismo triestino.
Accettato nel frattempo un temporaneo incarico di insegnante in un Istituto tecnico commerciale a Trieste e iniziato il servizio di leva militare in Piemonte nel corpo degli alpini, rientrò nel capoluogo toscano nel dicembre del 1925 per discutere la tesi, non più con il Salvemini (poco prima trasferitosi all'estero in aperto contrasto col regime fascista) ma davanti ad una commissione che giudicò il suo lavoro in modo più prevenuto (vista la sua vicinanza allo storico pugliese).

### L'insegnamento
Vinta per concorso una cattedra al Liceo "Francesco Petrarca" di Trieste, sposò nel 1929 Gerbina Frittelli, conosciuta durante gli studi e insegnante anche lei.
La formazione maturata sin dal periodo universitario oltre che sulla storia anche sulla geografia (qui seguendo le lezioni di Olinto Marinelli), nonché l'amicizia stretta sul finire degli anni Trenta con Giorgio Roletto, lo portarono a collaborare con quest'ultimo alla stesura di diversi manuali scolastici, oltre che a pubblicare articoli sulla rivista Geopolitica (uscita per iniziativa dell'allora Ministro dell'Educazione Nazionale Giuseppe Bottai). In quegli anni però, Schiffrer rinunciò ad ogni possibilità di carriera in ambito universitario per evitare compromessi col regime.

### La guerra e la partecipazione alla Resistenza
Con l'intervento dell'Italia nella seconda guerra mondiale, nel 1940 venne richiamato come sergente degli alpini e inviato con compiti logistici nella zona di Villa del Nevoso (a nord di Fiume). Promosso al grado di sottotenente, fino al 1943 gli vennero affidati i controlli dei convogli ferroviari diretti a Trieste e verso le regioni orientali.
Rientrato a Trieste dopo l'armistizio, conobbe presso l'Istituto di geografia (dove era stato assegnato quale assistente volontario) Giovanni Cosattini, esponente del Partito d'Azione di Udine. Questi, vista la sua competenza e i suoi sentimenti antifascisti, gli propose di lavorare ad una relazione sulla situazione etnico-linguistica della Venezia Giulia (dove gli italiani prevalevano soprattutto nei centri urbani e gli sloveni e i croati nelle zone rurali) per combattere le rivendicazioni jugoslave sull'intera regione. I dati presentati da Schiffrer vennero usati anche in alcuni incontri a Milano tra esponenti del Comitato di Liberazione Nazionale Alta Italia e del Fronte di Liberazione sloveno (Osvobadilna Fronta) nel corso del 1944.
Arrestato nell'ottobre del 1944 dalla polizia fascista, venne poco dopo rilasciato su pressione del podestà Cesare Pagnini. Entrato nel CLN di Trieste come esponente socialista, partecipò all'insurrezione che il CLN attuò il 30 aprile 1945, durante la ritirata dei tedeschi e con le truppe jugoslave alle porte della città.
Il 3 maggio, a due giorni dall'inizio dell'occupazione jugoslava e rientrato il CLN in clandestinità, venne arrestato dai partigiani assieme al padre, venendo liberato dopo più di due settimane per intervento del vescovo, Monsignor Antonio Santin.

### La Conferenza di Pace e il lungo dopoguerra triestino
Nel corso del 1946 Schiffrer fece parte del gruppo di esperti giuliani che si recò a Parigi per sostenere alla conferenza di pace le ragioni dell'Italia nelle contese territoriali con la Jugoslavia. Rientrato a Trieste, oltre a svolgere incarichi presso l'Università quale docente associato in storia del Risorgimento italiano e di vicepresidente del "Circolo di cultura e delle arti", si impegnò nella politica locale militando nel partito socialista (che nella città sotto occupazione alleata rimase staccato dal gruppo nazionale del Partito Socialista Italiano), per il quale fu inviato in diversi congressi dei socialisti europei.
Nominato nel febbraio 1948 "Vicepresidente di Zona" dal Governo Militare Alleato (compito pari a quello di viceprefetto), pur essendo convintamente per la riassegnazione all'Italia di tutto il costituendo Territorio Libero di Trieste (compresa la parte dell'Istria nord-occidentale, sotto occupazione jugoslava) si distinse per una linea di parziale indipendenza dalle influenze che il governo di Roma esercitava sulla realtà politica triestina, privilegiando a suo dire i partiti di centro e di destra. Nel 1952 gli venne affidato il Dipartimento di assistenza sociale.

### Gli ultimi anni
Nel dicembre 1954 - poco dopo il ritorno di Trieste all'Italia - confermato nella sua carica dal nuovo Commissario di governo, vi rinunciò scegliendo di riprendere il ruolo di insegnante (invitato nel frattempo a farlo dal Ministero), non potendo svolgere entrambe le funzioni.
Abbandonata definitivamente ogni idea di carriera universitaria e di ruolo politico (non essendo stato eletto alle elezioni comunali del 1963), si dedicò agli studi sui problemi del capoluogo giuliano e degli italiani rimasti dopo l'esodo nei territori passati alla Jugoslavia, scrivendo articoli per la rivista Trieste e tenendo conferenze in varie sedi, tra cui anche i "Circoli Italiani di Cultura", come si chiamavano all'epoca le attuali sedi delle "Comunità degli Italiani" oltre il confine.
Dopo aver subito un attentato di matrice neofascista alla sua casa, nel 1962 abbandonò la professione per un grave problema cardiaco che di lì a qualche anno lo porterà alla morte.

## Lo studioso

### Scritti di carattere storico
La prima opera di rilievo di Schiffrer fu Le origini dell'Irredentismo triestino, fondata sulla tesi di laurea e pubblicata dall'editore udinese Del Bianco nel 1937.
Negli anni precedenti e successivi la Grande Guerra il dibattito storico sul tema dell'irredentismo a Trieste risentiva di due letture diverse. Da un lato quella di Angelo Vivante, il quale evidenziava la dicotomia tra "problema economico", che legava Trieste al retroterra danubiano grazie ai traffici, e "problema nazionale", che spingeva la città verso l'Italia e che però secondo Vivante si era sviluppato solo come "riflesso" dell'unificazione italiana. Per contro la storiografia liberal-nazionale e poi nazionalista, il cui esponente di punta era Attilio Tamaro (che nel 1924 diede alle stampe una monumentale Storia di Trieste), presentava già per la prima metà del XIX secolo l'immagine - come dice Schiffrer - di "una città di cospiratori [..] che non aspettano altro, Dio solo sa come in quest'epoca, l'estensione di uno stato italiano sino alle Giulie".
Fuori da entrambe, anche se accettando in parte le conclusioni di Vivante, la tesi di Schiffrer - in linea con il metodo salveminiano di approccio alla ricerca storica basato sull'interpretazione severa delle fonti - era che fino alla metà dell'Ottocento nell'élite liberale triestina, più che "la consapevolezza dell'italianità", erano mancati i fermenti e gli atteggiamenti radicali sviluppatisi altrove. L'irredentismo nella città si era effettivamente affermato in un momento successivo, anche se in conseguenza delle lotte nazionali (qui quella con gli sloveni) nate ovunque nelle zone mistilingui dell'Impero Austro-ungarico.
Dello stesso tenore è un insieme di vari altri saggi successivi, raccolti in buona parte nel volume La Venezia Giulia nell'età del Risorgimento (1965). In essi Schiffrer si concentra soprattutto sul ruolo-guida di Trieste quale baricentro dell'italianità adriatica in relazione al suo sviluppo economico e politico, ed evidenziando anche i risvolti sociali in Istria, dove la contrapposizione "italiani nelle città / slavi nelle campagne" a suo parere portò questi ultimi al rigetto delle posizioni di subalternità.

### Scritti di carattere statistico ed etnografico
Nei più noti studi come quello sul Saggio di una carta dei limiti nazionali italo-jugoslavi ed altri analoghi, in Schiffrer l'esposizione storica si accompagnò all'interpretazione critica dei dati etnico/linguistici derivatagli dalle nozioni geografiche. Infatti nella Venezia Giulia i censimenti austroungarici (1880-1910) e italiani (1921, 1936) presentavano delle differenze nelle percentuali tra i gruppi nazionali dovute a vari fattori, quali le contese politiche e la presenza delle "aree grigie" specie in Istria, dove il limite tra italiani e slavi non era netto. Qui - diceva Schiffrer - alla considerazione che all'italianità urbana derivante dalla "civiltà romana" come "essenzialmente una civiltà costruttrice di città" cui faceva da contrappunto l'insediamento rurale sloveno e croato, si aggiungeva la consapevolezza che "l'indole e il modo di pensare le due nazioni sono affatto diversi, perché diversa è la loro storia" (poiché per gli italiani era la campagna a dover seguire la città, per gli slavi l'opposto).
Il discorso, propedeutico al dibattito sui confini tra Italia e Jugoslava in corso alla Conferenza di Pace di Parigi, giungeva quindi ad una valutazione dei "diritti nazionali" basata su una oggettiva visione della realtà numerica e territoriale:
("Sguardo storico sui rapporti tra Italiani e Slavi nella Venezia Giulia", Trieste 1946)
A tale premessa di fondo Schiffrer concludeva invitando a "riflettere" su questa situazione, in quanto se da un lato la prevalenza italiana "diventerebbe più considerevole ancora con una frontiera portata sulla Linea Wilson" e "schiacciante" con le proposte etniche americana e britannica, dall'altro "la Slovenia, quale risultava dai decreti di organizzazione territoriale nel maggio del 1945, comprendeva entro il proprio territorio, fra la pianura friulana e Pirano, una massa di circa 450 mila Italiani, cioè che vuol dire una "minoranza" pari a quasi un sesto di tutta la nazione slovena" e che "altri Italiani, in numero di quasi 200 mila verrebbero incorporati nello Stato croato".

## Opere principali
- Le origini dell'Irredentismo triestino, Istituto delle Edizioni Accademiche, Udine 1937 (riedizione a cura di Elio Apih, Del Bianco, Udine 1968)
- Testo di geografia (in collaborazione con Giorgio Roletto), Istituto delle Edizioni Accademiche, Udine 1941
- Attraverso l'Europa. Letture geografiche per la seconda classe della scuola media (in collaborazione con Giorgio Roletto), Istituto delle Edizioni Accademiche, Udine 1941
- Attraverso i continenti e gli oceani (in collaborazione con Giorgio Roletto), Istituto delle Edizioni Accademiche, Udine 1941 (seconda edizione, ivi, 1942)
- Attraverso l'Italia. Letture geografiche per la terza classe della scuola media (in collaborazione con Giorgio Roletto), Istituto delle Edizioni Accademiche, Udine 1942
- Guida di geografia generale e nozioni di disegno cartografico (in collaborazione con Giorgio Roletto), Istituto delle Edizioni Accademiche, Udine 1943
- Mondo extra-europeo (in collaborazione con Vinicio Burlini), Istituto delle Edizioni Accademiche, Udine 1943
- La Venezia Giulia. Saggio di una carta dei limiti nazionali italo-jugoslavi, Roma, Colombo, 1946.
- Sguardo storico sui rapporti tra Italiani e Slavi nella Venezia Giulia, Istituto di Storia Moderna dell'Università di Trieste, Trieste 1946
- La Venezia Giulia nell'età del Risorgimento, Del Bianco, Udine 1965

### Raccolte di scritti pubblicate dopo la morte
- Dopo il ritorno dell'Italia. Trieste 1954–1969. Scritti ed interventi polemici presentati da Giorgio Negrelli, Del Bianco, Udine 1992
- La questione etnica ai confini orientali d'Italia, Fulvia Verani (cur.), Italo Svevo, Trieste 1994
- Antifascista a Trieste. Scritti editi e inediti 1944-1955, Del Bianco, Udine 1996